# Scytodes itapevi
Espèce
Scytodes itapevi est une espèce d'araignées aranéomorphes de la famille des Scytodidae.

## Distribution
Cette espèce est endémique du Brésil. Elle se rencontre au Pará, au Tocantins, en Espírito Santo, au Minas Gerais, dans l'État de Rio de Janeiro, dans l'État de São Paulo et au Paraná.

## Description
Le mâle holotype mesure 11,40 mm et la femelle paratype 9,00 mm.

## Étymologie
Son nom d'espèce lui a été donné en référence au lieu de sa découverte, Itapevi.

## Publication originale
- Brescovit & Rheims, 2000 : On the synanthropic species of the genus Scytodes Latreille (Araneae, Scytodidae) of Brazil, with synonymies and records of these species in other Neotropical countries. Bulletin of the British Arachnological Society, vol. 11, no 8, p. 320-330.